# Hydra (plataforma informática)
Hydra es una plataforma de código abierto basada en el navegador web para crear imágenes en tiempo real, a través de codificación en vivo, creada por Olivia Jack.

## Historia

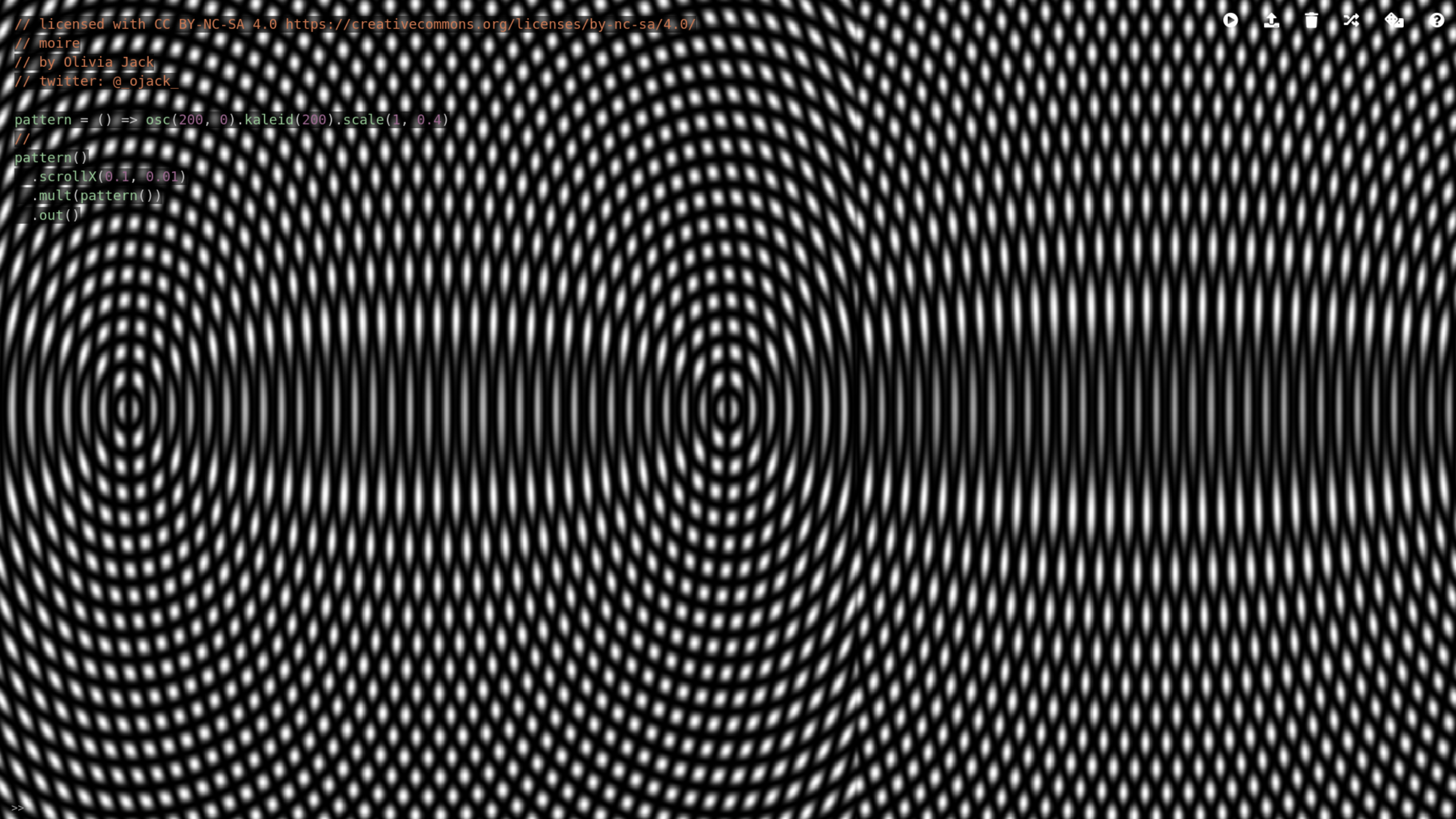
Ejemplo de visuales creados usando Hydra

Live coding, o codificación en vivo, es la práctica artística para generar música, imagen, coreografía y texto dando instrucciones a ordenadores en forma de algoritmos. Inspirada en los sintetizadores de vídeo analógico modulares, Hydra está pensada para hacer live coding de imágenes y vídeos modificándolos en tiempo real a través de código fuente usando el lenguaje de programación JavaScript. Se pueden crear o modificar formas, diferentes efectos de vídeo (superposición de capas, desplazamientos, etc.) desde un navegador web. Cada vez que se carga aparece un código aleatorio que puede modificarse. También puede ser utilizado en editores de textos como Atom.
La idea de desarrollar Hydra surgió a partir de un taller sobre imágenes colaborativas que estaba impartiendo Olivia Jack en 2017. Realizó un editor para facilitarlo. Previamente ya estaba investigando sobre los protocolos peer-to-peer (P2P) y había desarrollado una biblioteca de JavaScript, llamada parche de pixeles, que permite un intercambio de imágenes en tiempo real entre distintos participantes conectados. Jack también estaba cuestionándose el sentido de una página web, en vez de pensarla como un lugar al que ir la planteó como un lugar donde compartir ideas creativas, un flujo de información donde configurar conexiones en tiempo real.
Hydra facilita la conexión entre múltiples fuentes visuales (osciladores, cámaras, ventanas de aplicaciones, vídeos) y crea composiciones visuales en vivo, enrutando y transformando esas fuentes mediante la combinación de secuencias de código.
Creada con WebRTC, también conocido como Web Real-Time Communications que permite comunicaciones en tiempo real a través de una API de JavaScript, y WebGL, que renderiza gráficos en 3D dentro del navegador, Hydra permite que cada navegador/dispositivo/persona emita una señal o transmisión de vídeo, y reciba y modifique transmisiones de otros navegadores/dispositivos/personas. 
Jack diseñó la plataforma con la idea de la multiplicidad, tomando el concepto de la mitología greco-romana, Hydra de Lerna es un monstruo con muchas cabezas, por cada una que perdía generaba dos, hay algo de esto en el software que genera y regenera constantemente con los aportes de las personas conectadas. No existe una jerarquía, sino interconexiones.